# Programa espacial de la Unión Soviética
Se engloban bajo la etiqueta del Programa Espacial Soviético (en idioma ruso: Космическая программа СССР; romanizado: Kosmicheskaya programma SSSR) las iniciativas astronáuticas desarrolladas por la Unión Soviética desde 1957 hasta el momento de su disolución en 1991.
Las ambiciones espaciales rusas empezaron en el siglo XIX y tuvieron sus primeros estudios teóricos en el inicio del XX. Su principal desarrollo tuvo lugar principalmente durante la denominada Guerra Fría, en fuerte competencia con los Estados Unidos, en la denominada carrera espacial. El principal ingeniero responsable del programa fue el académico Serguéi Koroliov, hasta su fallecimiento en 1966, cuando un amplio equipo entre los que destacaron Borís Yevséyevich Chertok, que estuvo a cargo del desarrollo de sistemas de guía y control, prosiguieron los desarrollos. El 12 de julio de 2007 Rusia celebró el 100 aniversario del nacimiento de Koroliov y el presidente Vladímir Putin entregó reconocimientos y flores a la hija del padre del programa espacial.
La URSS obtuvo una larga serie de hitos durante su programa espacial al ser los primeros en lanzar el 4 de octubre de 1957 un satélite artíficial a la órbita terrestre (Sputnik 1) utilizando un cohete R-7. Ello motivó la creación por parte del presidente Dwight Eisenhower en 1958 de la Agencia NASA para desarrollar el programa espacial estadounidense. El 3 de noviembre de 1957 los soviéticos enviaron a bordo del Sputnik 2 por primera vez a un ser vivo al espacio, la perrita Laika, para estudiar los efectos del viaje espacial en un ser vivo. Un punto de inflexión tuvo lugar el 12 de abril de 1961 con la salida al espacio exterior y su posterior retorno a tierra del primer hombre (Yuri Gagarin) y el 16 de junio de 1963 de la primera mujer (Valentina Tereshkova). Se lanzaron con éxito las primeras sondas interplanetarias en 1961 a Venus (Venera 1) y a Marte en 1962 (Mars 1). También fueron los primeros en ser capaces de realizar un paseo espacial (en 1965 Alekséi Leónov y en 1984 Svetlana Savítskaya). Una de las líneas más relevantes de trabajo fue la construcción, lanzamiento y mantenimiento en órbita de estaciones espaciales, siendo la primera el programa Saliut (1971-1982). Sin embargo la más emblemática fue la estación espacial MIR (1986-2001) célebre por albergar seres humanos en su interior durante temporadas muy significativas batiendo sucesivos récords, realizar más de 23.000 estudios científicos, realizar proyectos conjuntamente con Estados Unidos y servir de puente a la actividad espacial actual como la construcción, en cooperación con otros países, de la Estación Espacial Internacional (EEI).
Tras el Disolución de la Unión Soviética en 1991 Rusia y Ucrania heredaron el programa espacial. Rusia creó la Agencia de Aviación y del Espacio Rusa, actualmente denominada Agencia Espacial Federal Rusa, mientras que Ucrania creó la Agencia Espacial Estatal de Ucrania (NSAU).

## Orígenes

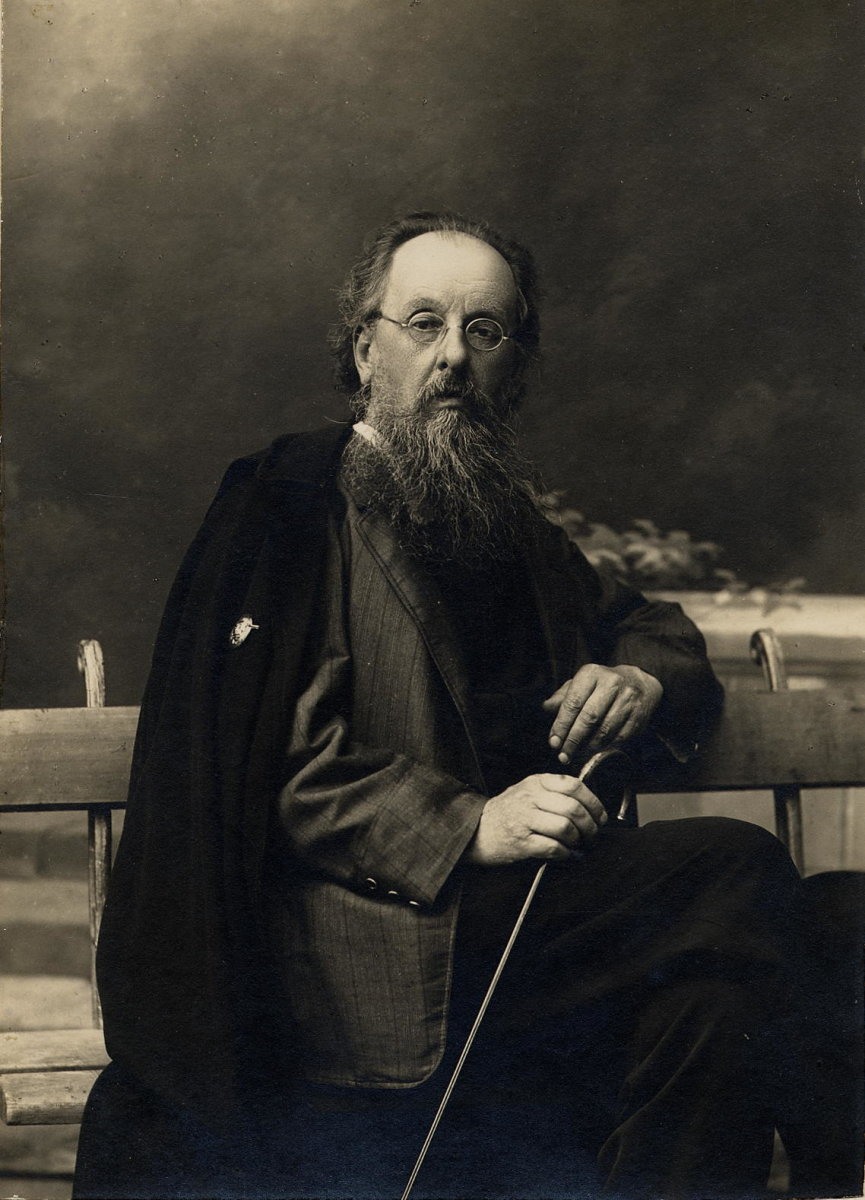
Retrato de Konstantín Tsiolkovski

Las ideas de la exploración espacial ya existían en el Imperio ruso aún antes de la Primera Guerra Mundial. En sus trabajos pioneros, Konstantín Tsiolkovski había escrito y hablado sobre esto explicando el concepto de cohetes con múltiples etapas.
El primer cohete soviético, llamado GIRD, fue lanzado el 18 de agosto de 1933. Luego, el 25 de noviembre de 1933, se lanzó un cohete híbrido de combustible especial llamado GIRD-X. Ya para la época de 1940-41 se llegó a otro avance en la propulsión de cohetes para producir en serie los cohetes para el sistema múltiple Katyusha.
Otra contribución para el avance del programa soviético lo constituyó la obtención de los misiles V-2 alemanes tras la 2.ª Guerra Mundial. El encargado del proyecto Dmitri Ustínov, y el diseñador e Ingeniero en jefe Serguéi Koroliov también contaron la ayuda de planos capturados y del científico alemán Helmut Gröttrup. Gracias a eso lograron construir una réplica del V-2 que llamaron Cohete R-1
Pero el peso de las primeras cabezas nucleares soviéticas requería un propulsor más poderoso. Después de varias pruebas con otros modelos Koroliov construyó el R-7, que logró llevar una carga a una distancia de 7000 km, convirtiéndose en ese momento como el cohete más avanzado de la época.
Años más tarde el programa espacial soviético entró en un plan quinquenal y obtuvo también apoyos del ejército soviético. En enero de 1956 se aprobó el plan para desarrollar satélites que orbitaran el planeta y obtener más conocimientos del ambiente espacial (Sputnik) y también para ganar experiencia militar espacial (Zenit).

## Sputnik y Vostok

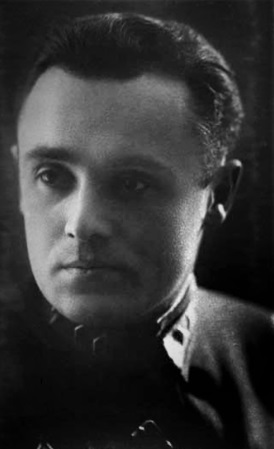
Retrato de Serguéi Koroliov

El programa espacial soviético estaba atado a los planes quinquenales la URSS y en su comienzo dependía del apoyo de los militares soviéticos. Serguéi Koroliov perseguía la realización de la puesta en órbita de satélites artificiales y naves tripuladas. En julio de 1951 se lanzó primer cohete soviético con animales a bordo, dos perros que volvieron a salvo después de alcanzar los 101 km de altitud. Este hito y los subsiguientes vuelos dieron a los soviéticos una experiencia valiosa en el campo de la medicina espacial. 

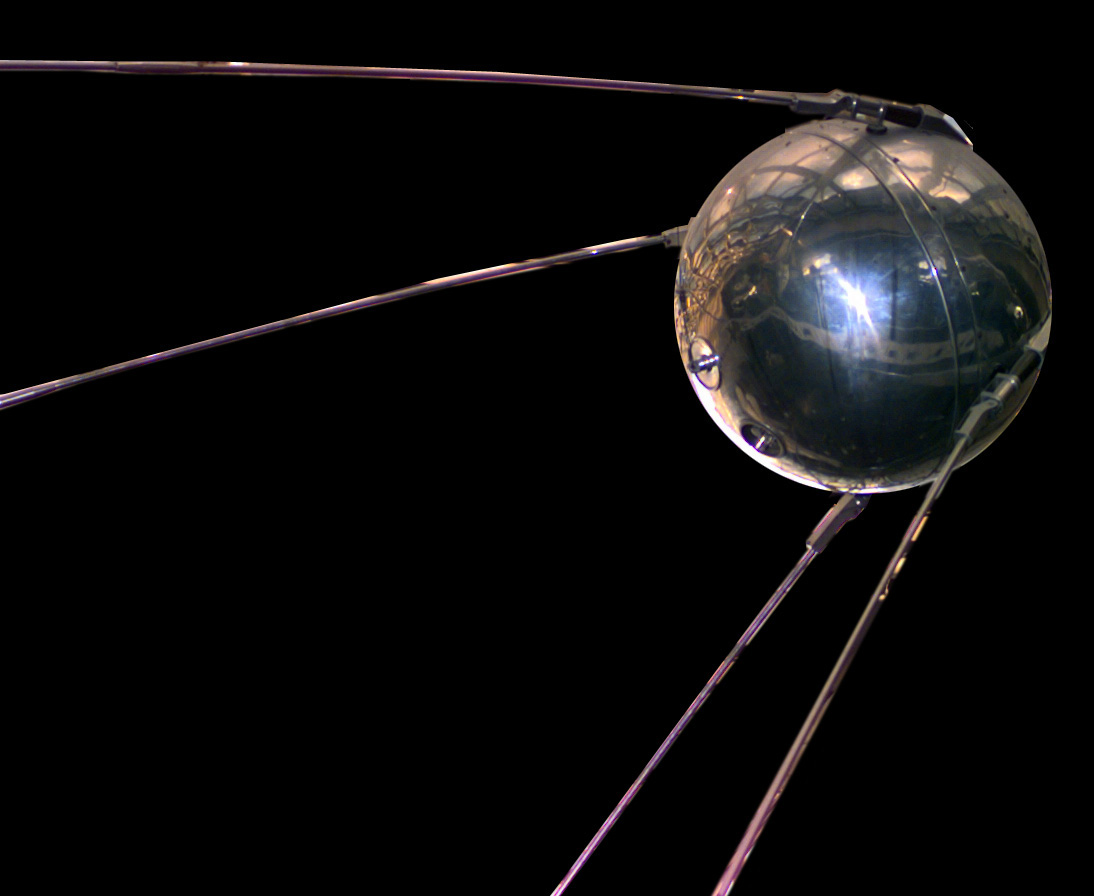
Réplica del Sputnik 1

Las capacidades del cohete R-7, como su alcance global y soportar la carga de aproximadamente cinco toneladas, no solo lo convertían en un efectivo medio para el transporte de cabezas nucleares sino también la base perfecta para un vehículo espacial. El anuncio por parte de Estados Unidos de lanzar un satélite durante el Año Geofísico Internacional en julio de 1957 benefició enormemente a Koroliov a la hora de persuadir al líder soviético Nikita Jrushchov para que apoyase sus planes y así anticiparse a los estadounidenses. Por tanto se aprobaron planes para el uso de satélites orbitales terrestres (Sputnik) para obtener conocimiento sobre el espacio, y cuatro satélites militares no tripulados de reconocimiento (Zenit). Además, se desarrollaron planes futuros para vuelos tripulados en la órbita de la tierra programados para 1964 y una misión lunar no tripulada en una fecha más cercana.
Después del éxito del primer Sputnik, se le encargó a Koroliov - cuya identidad no se conocía públicamente- fue encargado con acelerar el programa tripulado, diseño el cual se combinó con el programa Zenit para dar lugar a la nave espacial Vostok. Influenciado por Tsiolkovsky - el cual había elegido Marte como el logro más importante en los viajes espaciales- a comienzos de los años 60 el programa soviético bajo el mando de Koroliov creó substanciales planes de viajes tripulados a Marte entre 1968 y 1970. 

"Hoy ha sucedido algo que los mejores hijos de la Humanidad y nuestro maravilloso científico Konstantín Tsiolkovski habían soñado. Un genio, él predijo que la Humanidad no estará eternamente confinada a la Tierra. El Sputnik es la primera confirmación de esa profecía. La conquista del espacio ha comenzado"
Serguéi Koroliov, 4 de octubre de 1957 (Diario El Mundo, 2016-01-21) 

Después de la muerte de Koroliov en 1966, Kerim Kerímov quedó a cargo de la construcción del Vostok 1. Kerímov fue nombrado jefe la Comisión de Vuelos Tripulados y estuvo en ese cargo por más de 25 años (1966-1991). Él supervisó cada una de las etapas de desarrollo y operación de vuelos tripulados y misiones de sonda espaciales de la Unión Soviética. Uno de sus más grandes logros fue la puesta en órbita de la estación espacial Mir en 1986.

## Financiación y apoyo

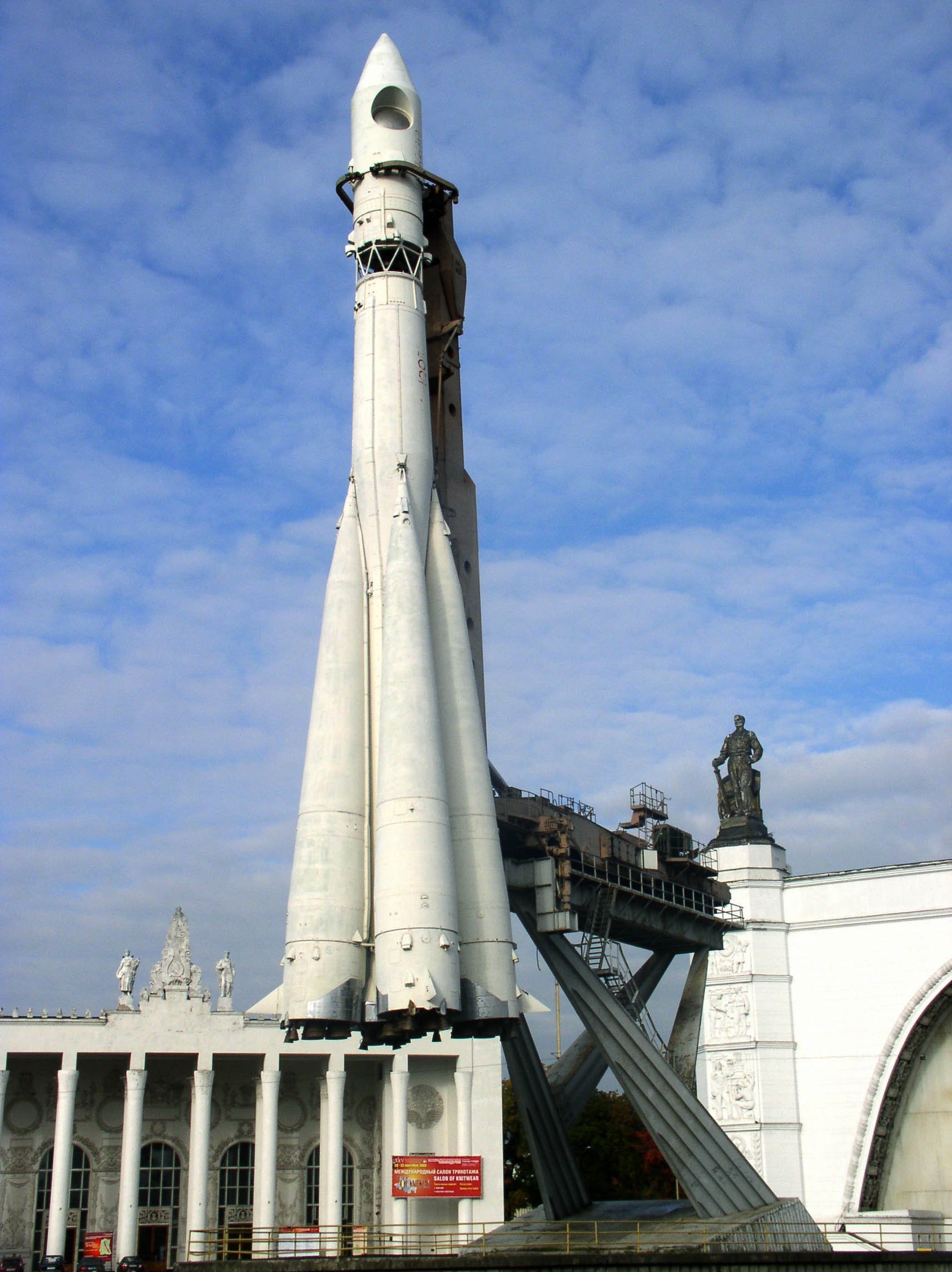
Cohetes R-7 de explosión en el VDNJ (Rusia)

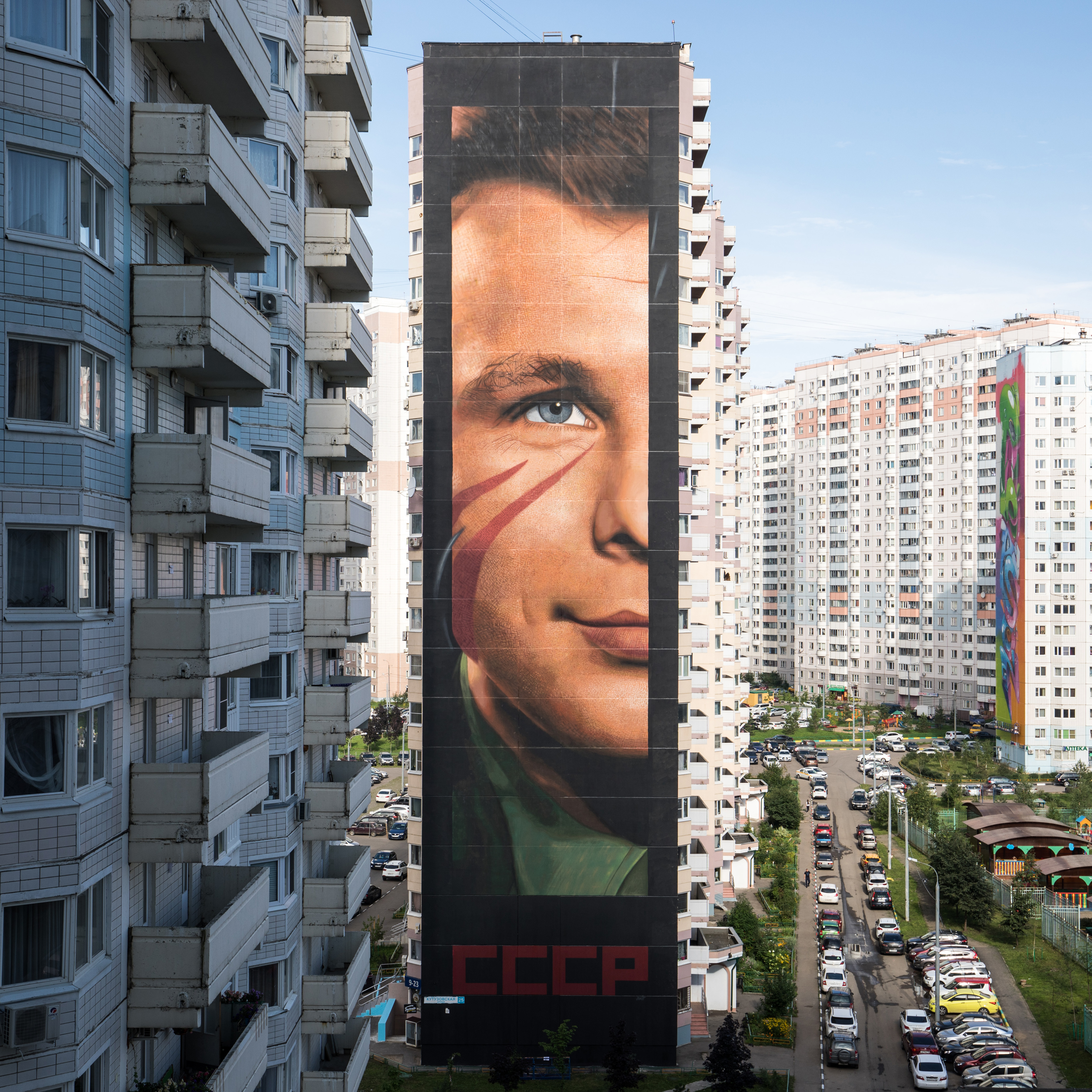
Mural conmemorativo del cosmonauta Yuri Gagarin en Moscú (2019)

El programa espacial soviético era secundario en cuanto a la financiación militar de Tropas de Misiles de Designación Estratégica de la Federación Rusa. Mientras que en Occidente se creía que era Jrushchov quien personalmente pedía cada nueva misión espacial con objetivo de hacer propaganda, más bien él enfatizaba la creación de misiles que las misiones espaciales y no tenía ningún interés en competir con la misión Apolo.[cita requerida]
El gobierno y el Partido Comunista usaban los éxitos del programa espacial como propaganda, si bien misiones planeadas con base en razones políticas no fueron muy comunes. Una excepción fue Valentina Tereshkova, la primera mujer en llegar al espacio en 1963, a bordo del Vostok 6. Las misiones se planeaban basándose en la disponibilidad de cohetes y otras razones específicas, más que con objetivos científicos. Por ejemplo, en febrero de 1962 se solicitó de forma repentina una misión que involucraba el lanzamiento simultáneo de dos naves Vostok «en un plazo de diez días» para eclipsar el Mercury-Atlas 6 de John Glenn de ese mismo mes. Sin embargo, la misión no puedo ser lanzada hasta agosto, con el Vostok 3 y el Vostok 4.

## Competición interna
Al contrario del programa espacial estadounidense que tenía a la NASA como única estructura coordinadora dirigida por su administrador, James Webb durante la mayor parte de los años 60, el programa de la URSS se dividía entre varios grupos de diseño que competían entre ellos. A pesar de los éxitos de los Sputniks entre 1957 y 1961 y los Vostoks entre 1961 y 1964, después del 1958 el equipo de Koroliov se enfrentó a la competición de sus jefes de diseño rivales, Mijaíl Yánguel, Valentín Glushkó y Vladimir Chelomél. Koroliov planeaba continuar con la nave Soyuz y el cohete N-1 que sería la base permanente de la estación espacial tripulada y la exploración tripulada a la Luna. Sin embargo, Ustinov le dirigió para que se centrase en misiones cercanas a la Tierra usando la viable nave espacial Vosjod, una modificación de la Vostok, al igual que misiones no tripuladas interplanetarias a planetas cercanos tales como Venus o Marte.
Yánguel había sido el asistente de Koroliov pero con el apoyo de los militares se le obsequió de su propio gabinete de diseño en 1954 para trabajar principalmente en el programa espacial militar.
Glushkó fue el jefe de diseño de cohetes pero su fricción personal con Koroliov provocó que se negase a desarrollar los motores de una única cámara criogénica que necesitaba Koroliov para construir cohetes más potentes. 
Cheloméi se benefició del amparo de Jrushchov y en 1960 se le fue concedido el trabajo de desarrollo de un cohete para enviar una nave tripulada a la Luna y una estación espacial militar tripulada. Debido a su limitada experiencia espacial, sus desarrollos fueron lentos. 
El progreso del programa Apolo alarmó a los diseñadores jefes, cada cuál defendió su proyecto como respuesta. Múltiples proyectos, que se pisaban entre ellos, recibieron el visto bueno y nuevas propuestas amenazaron proyectos que ya habían sido aprobados. Dada la "persistencia singular" de Koroliov, en agosto de 1984 - más de tres años después de la declaración de intenciones de los Estados Unidos- la Unión Soviética decidió finalmente competir por la Luna. Se marcó el hito del aterrizaje lunar en 1967. - el 50 aniversario de la Revolución de Octubre - o 1968. En una primera etapa al comienzo de los años 60 el programa espacial soviético desarrolló 30 proyectos de naves espaciales y lanzaderas. Con la caída de Nikita Jrushchov en 1964, se le dio a Koroliov el completo control del programa tripulado del espacio.

## Etapa posterior a Koroliov

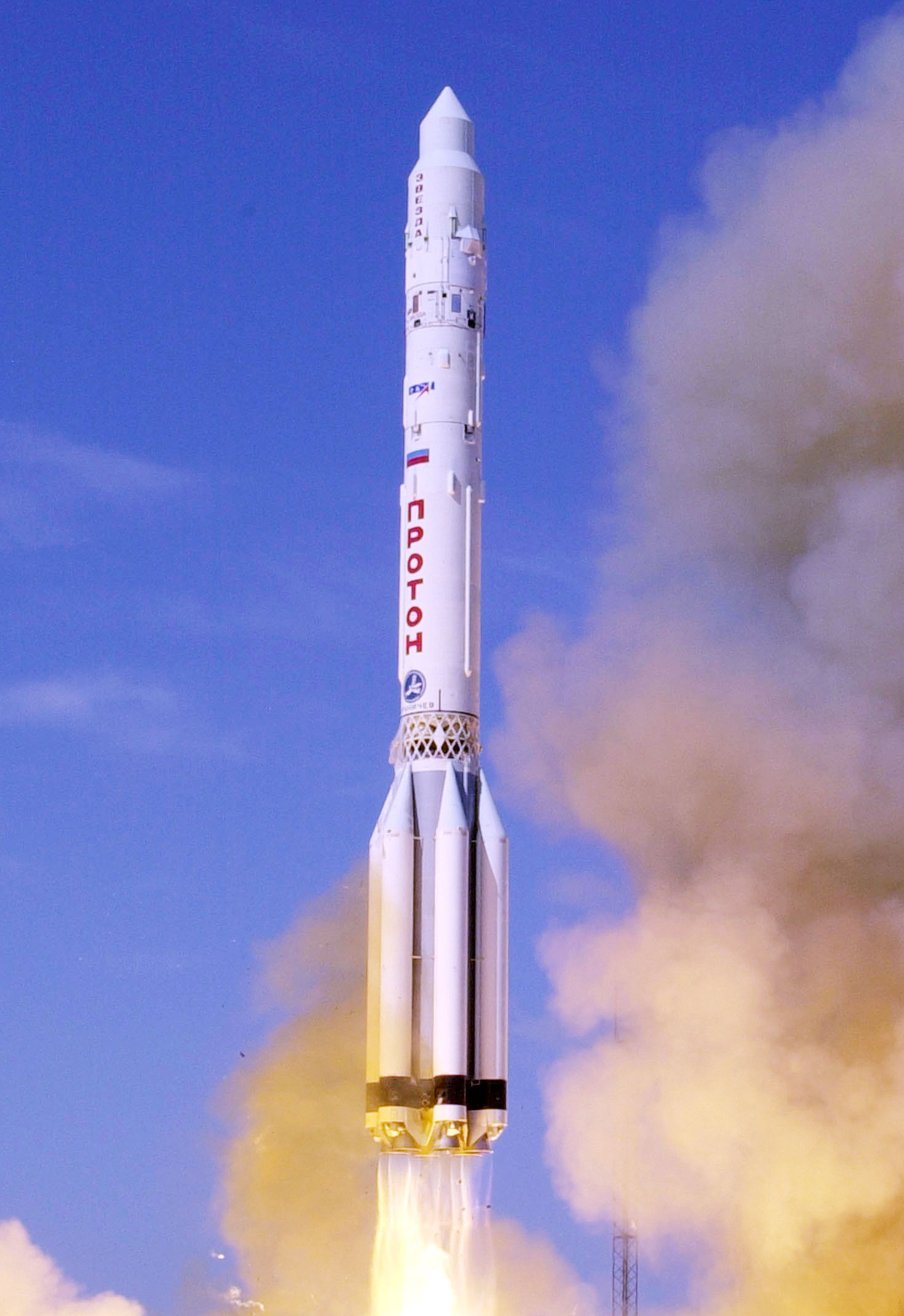
Lanzamiento de un Proton-K

Koroliov falleció en enero de 1966 tras una operación en la que se descubrió su cáncer de colón y tras complicaciones con una enfermedad del corazón y severas hemorragias. Kerim Kerímov, que había sido el arquitecto del Vostok 1, fue designado presidente de la comisión estatal de vuelos tripulados y mantuvo el cargo durante 25 años (1966-1991). Él supervisó cada etapa de desarrollo y operación de vuelos espaciales tripulados y estaciones intraplanetarias no tripuladas de la Unión Soviética. Uno de los grandes logros de Kerímov fue el lanzamiento del Mir en 1986.
El liderazgo del gabinete de diseño del OKB-1 fue concedido a Vasili Mishin, el cual tenía la tarea de enviar el hombre a la Luna en 1967 y que aterrizase uno en 1968. Bajo presión Mishin aprobó el lanzamiento del Soyuz 1 en 1967, pese a que la nave nunca había conseguido ser testada satisfactoriamente en un vuelo no tripulado. La misión fue lanzada con conocimiento de fallos de diseño y terminó con el vehículo estrellándose contra el suelo, matando a Vladímir Komarov. Esta fue la primera fatalidad en vuelo en cualquier programa espacial.
Dado el desastre y bajo nuevas presiones, Mishin desarrolló un problema de alcoholismo. Tuvieron un éxito con el vuelo conjunto del Soyuz 4 y Soyuz 5 en enero de 1969 que probó las técnicas de encuentro, atraque y transferencia de tripulación que serían usadas en el aterrizaje, y el módulo de aterrizaje LK fue testado satisfactoriamente en la órbita terrestre. Pero tras cuatro lanzamientos fallidos de N1 no tripulados, el cohete fue abandonado y con ellos las posibilidades de los soviéticos de aterrizar hombres en la Luna en un único lanzamiento. 
Aparte de los aterrizajes tripulados, el abandonado programa soviético de la Luna incluía una base lunar polivalente Zvezdá. El posterior programa lunar tripulado propuesto, "Vulkan-LEK", no fue adoptado por razones económicas.
Tras los contratiempos, Chelomei convenció a Ustinov para aprobar el programa en 1970 para avanzar su estación espacial militar, Almaz, a razón de batir a la anunciada estadounidense Skylab. Mishín continuó en control del proyecto que posteriormente se convirtió en Saliut pero la decisión respaldada por Mishín de volar una tripulación de tres hombres sin trajes presurizados más que una tripulación de trajes similares a los de Saliut 1 en 1971 provocó una fatalidad cuando la reentrada en la cápsula despresurizada mató a la tripulación en la vuelta a la Tierra. Mishín fue destituido de muchos proyectos, dejando a Chelomei con el control de Saliut. 
A pesar de los problemas en sus primeros programas tripulados lunares, la URSS obtuvo éxitos en sus operaciones remotas a la Luna, obteniendo dos históricos hitos con el programa Lunojod y la obtención de muestras de la Luna. Además, el Programa Mars fue continuado con pequeños éxitos, mientras que la exploración de Venus y el cometa Halley por el programa Venera y el programa a la estrella Vega fueron más efectivos.

## Confidencialidad del programa

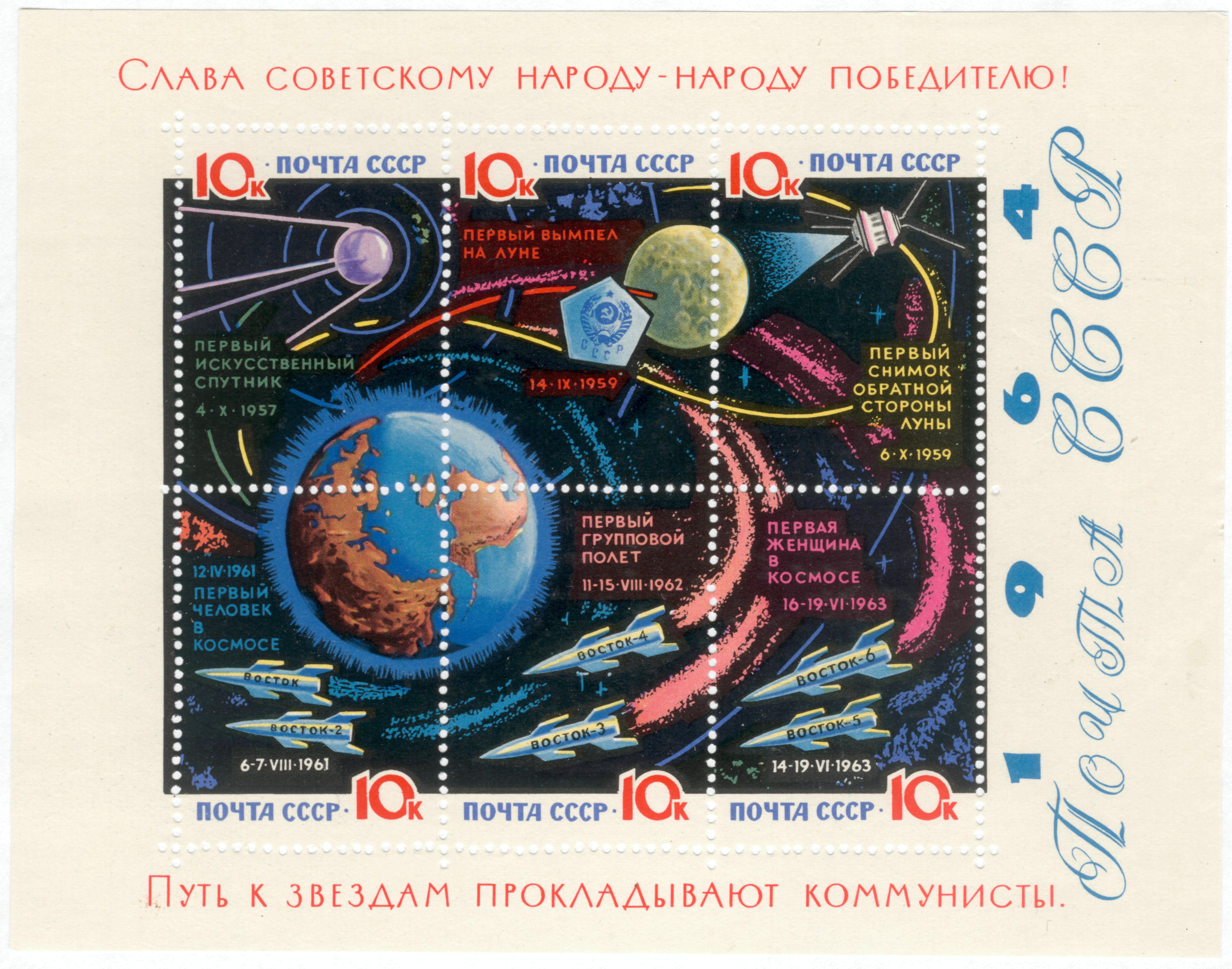
Camino de los comunistas hacia las estrellas. La mini hoja de ruta roviética que en 1964 mostraba los seis primeros logros del programa espacial soviético.

El programa espacial soviético había ocultado información sobre sus proyectos anteriores al éxito del Sputnik, el primer satélite artificial del mundo. De hecho, cuando el programa Sputnik fue aprobado por primera vez, una de las primeras acciones que tomó el Politburó fue qué información anunciar al mundo con respecto a este evento. La ITAR-TASS estableció un precedente por todos los anuncios oficiales del programa espacial soviético. La información que finalmente se revelaron no ofrecían detalles de quien construyó y lanzó el satélite o porque fue lanzado. 
El secretismo del programa soviético sirvió como herramienta tanto para prevenir el filtrado de información clasificada entre países y además creó una barrera de misterio entre el programa espacial y la población soviética. La naturaleza del programa contenía mensajes ambiguos sobre sus objetivos, logros y valores. El programa en sí era tan secreto que un ciudadano soviético normal nunca conseguiría una imagen concreta de él, más que una versión superficial de su historia, de sus actividades presentes y de sus futuros intentos. Los lanzamientos no eran anunciados hasta que no se producían. Los nombres de los cosmonautas no eran difundidos hasta que habían volado. Los detalles de las misiones eran escasos. No conocemos el tamaño o forma de los cohetes, las cabinas o la mayoría de sus naves espaciales, a excepción de los primeros Sputniks, las sondas lunares y las sondas de Venus.
Sin embargo, la influencia militar en el programa espacial soviético quizá es la explicación más válida para el secretismo del programa. Las prácticas militares que conocerían al desarrollo de armas, tales como los proyectos de misiles balísticos intercontinentales, se mantenían clandestinas. Los oficiales industriales militares soviéticos construyendo una forma de etiquetado de las armas que se basaba en un sistema alfanumérico aleatorio. Incluso los trabajadores en las fábricas que construían y enviaban partes para la construcción de naves espaciales tenían una pequeña concepción de la imagen completa.

## Lista de proyectos y de logros

### Proyectos

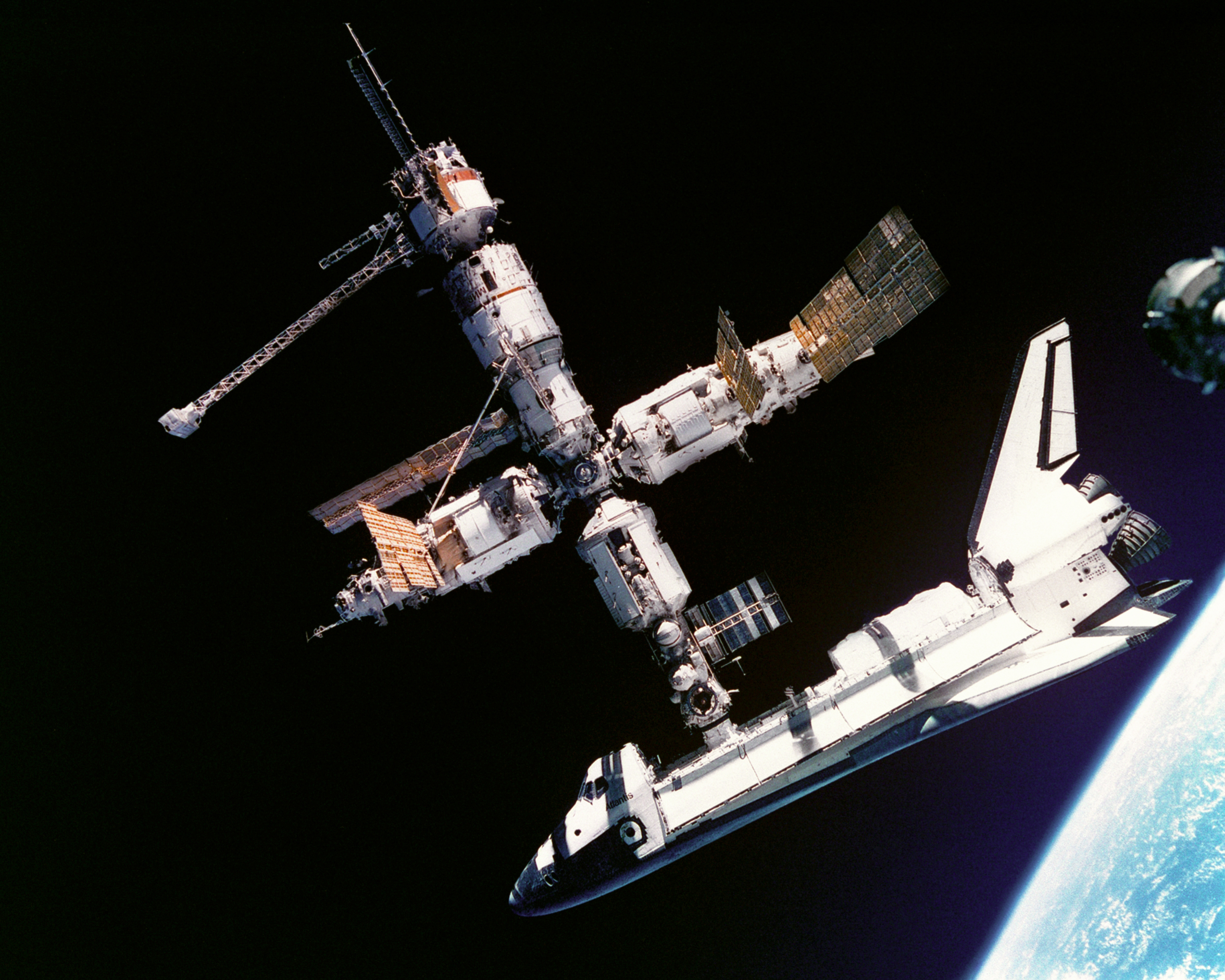
La Estación espacial Mir y el transbordador estadounidense Atlantis en una imagen de 1995

El programa espacial soviético llevó a cabo un gran número de proyectos, incluyendo:
- Programa Almaz
- Transbordador Burán
- Programa Cosmos
- Cohete Energía
- Programa de satélites científicos Fotón
- Programa Luna
- Programa Mars
- Satélites meteorológicos Meteor
- Satélites de comunicaciones Mólniya
- Estación espacial MIR
- Satélites Protón
- Programa Salyut
- Programa Soyuz
- Programa Sputnik
- TKS
- Satélites de navegación Tsicada
- Programa Venera
- Programa Vostok
- Programa Voskhod
- Programa Zond
- Programa lunar N1/L3

### Logros destacables

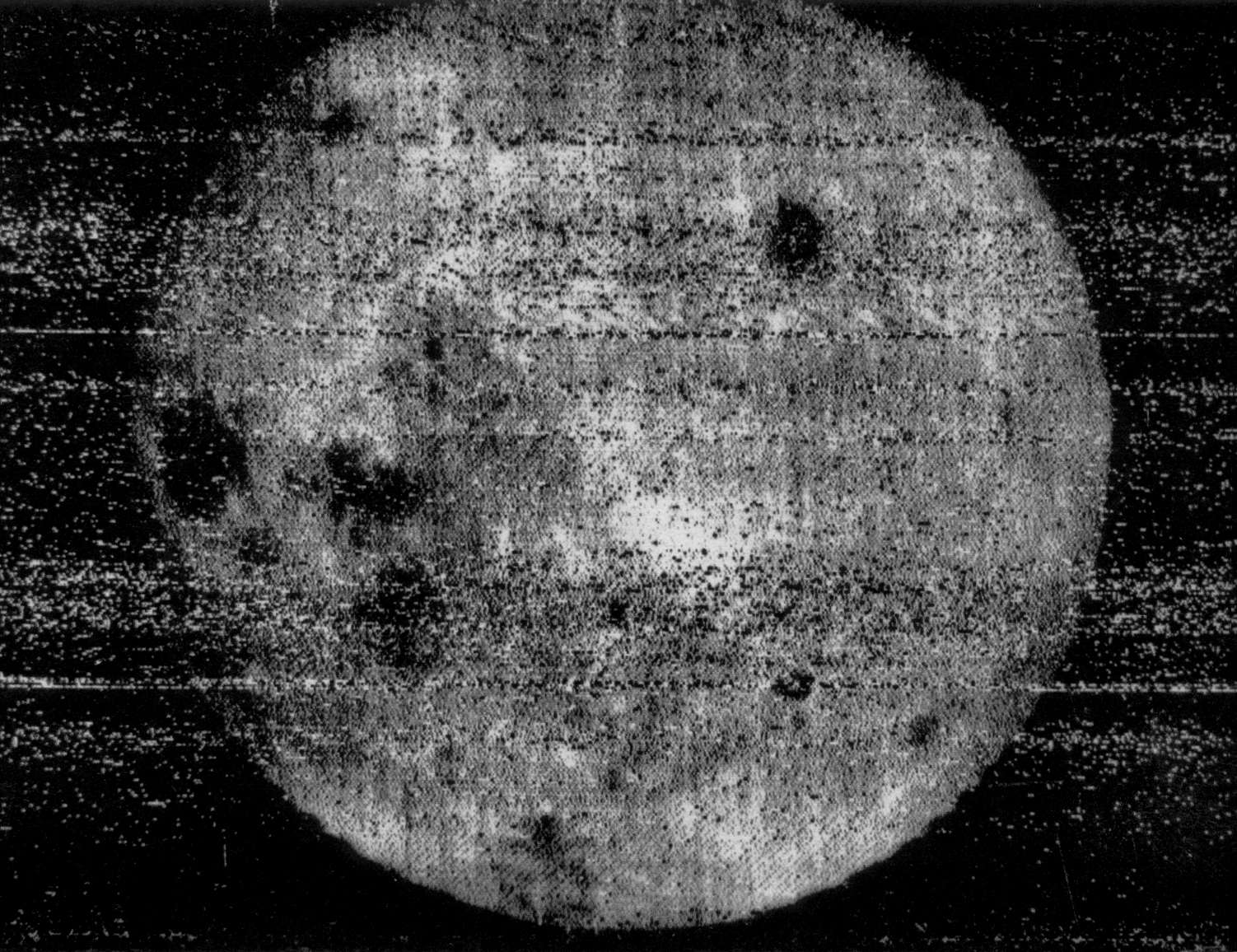
La primera imagen de la cara oculta de la Luna obtenida por Luna 3

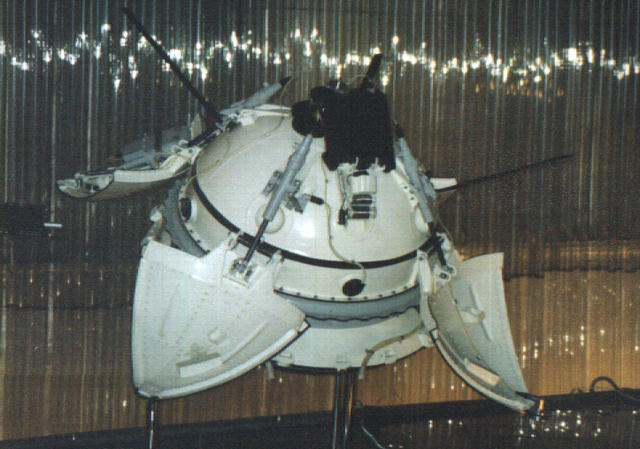
Mars 3, la primera nave espacial en aterrizar en Marte.

Dos días después de que los Estados Unidos anunciase su intención de lanzar un satélite artificial, el 31 de julio de 1956, la Unión Soviética anunció su intención de hacer lo mismo. El Sputnik 1 fue lanzado el 4 de octubre de 1957, venciendo a los Estados Unidos e impresionando a la gente de todo el mundo.
El programa espacial soviético fue pionero en muchos aspectos de la exploración espacial:
- 1957: Primer misil balístico intercontinental y lanzadera orbital, la R-7 Semiorka.
- 1957: Primer satélite, Sputnik 1.
- 1957: Primer animal en la órbita, la perra Laika en el Sputnik 2.
- 1959: Primer cohete de ignición en la órbita terrestre, primer objeto hecho por el hombre capaz de escapar la gravitación de la tierra, Luna 1.
- 1959: Primer objeto hecho por el hombre en pasar cerca de la Luna, primer objeto hecho por el hombre en la órbita heliocéntrica, Luna 1.
- 1959: Primera sonda en impactar en la Luna, Luna 2.
- 1959: Primeras imágenes de la cara oculta de la Luna, Luna 3.
- 1960: Primeros animales en volver sanos y salvos de la órbita de la tierra, los perros Belka y Strelka en el Sputnik 5.
- 1961: Primera sonda enviada a Venus, Venera 1.
- 1961: Primera persona en el espacio y en la órbita terrestre, Yuri Gagarin en el Vostok 1.
- 1961: Primera persona en pasar más de 24 horas en el espacio Guerman Titov, Vostok 2 (también primera persona en dormir en el espacio).
- 1962: Primer vuelo espacial doble tripulado, Vostok 3 y Vostok 4.
- 1962: Primera sonda enviada a Marte, Mars 1.
- 1963: Primera mujer en el espacio, Valentina Tereshkova, Vostok 6.
- 1964: Primera tripulación de más de una persona (3), Vosjod 1.
- 1965: Primera actividad extravehicular (EVA), por Alekséi Leónov, Vosjod 2.
- 1965: Primera sonda en impactar contra otro planeta del sistema solar (Venus), Venera 3.
- 1966: Primera sonda en realizar un alunizaje y transmisión desde la superficie de la Luna, Luna 9.
- 1966: Primera sonda en la órbita lunar, Luna 10.
- 1967: Primer encuentro y atraque no tripulado, Cosmos 186/Cosmos 188.
- 1968: Primeros seres vivos en llegar a la Luna y volver sin daños a la tierra, tortugas rusas y otras formas de vida en el Zond 5.
- 1969: Primer atraque entre dos naves tripuladas en la órbita de la Tierra e intercambio de las tripulaciones, Soyuz 4 y Soyuz 5.
- 1970: Primeras muestras de tierra extraídas automáticamente y devuelvas a la Tierra desde otro cuerpo celeste, Luna 16.
- 1970: Primer robot rover espacial, Lunojod 1 en la Luna.
- 1970: Primeros datos recibidos desde la superficie de otro planeta del Sistema Solar (Venus), Venera 7.
- 1971: Primera estación espacial, Saliut 1.
- 1971: Primera sonda en impactar la superficie de Marte, Mars 2.
- 1971: Primera sonda en aterrizar en la superficie de Marte, Mars 3.
- 1975: Primera sonda en orbitar Venus, en hacer un aterrizaje exitoso en Venus, en tomar las primeras imágenes de la superficie de Venus, Venera 9.
- 1980: Primer hispano y persona de color en el espacio, Arnaldo Tamayo Méndez en el Soyuz 38.
- 1984: Primera mujer en andar en el espacio, Svetlana Savitskaya (estación espacial Saliut 7).
- 1986: Primera estación en visitar dos estaciones espaciales separadas (Mir y Saliut 7).
- 1986: Primeras sondas en usar globos robóticos en la atmósfera de Venus y recuperar fotos de un cometa que volaba cerca, Vega 1 y Vega 2.
- 1986: Primera estación espacial tripulada permanente, Mir, 1986-2001, con permanente presencia a bordo (1989-1999).
- 1987: Primera tripulación en pasar más de un año en el espacio, Vladimir Titov y Musá Manárov a bordo del Soyuz TM-4 - Mir.

## Galería

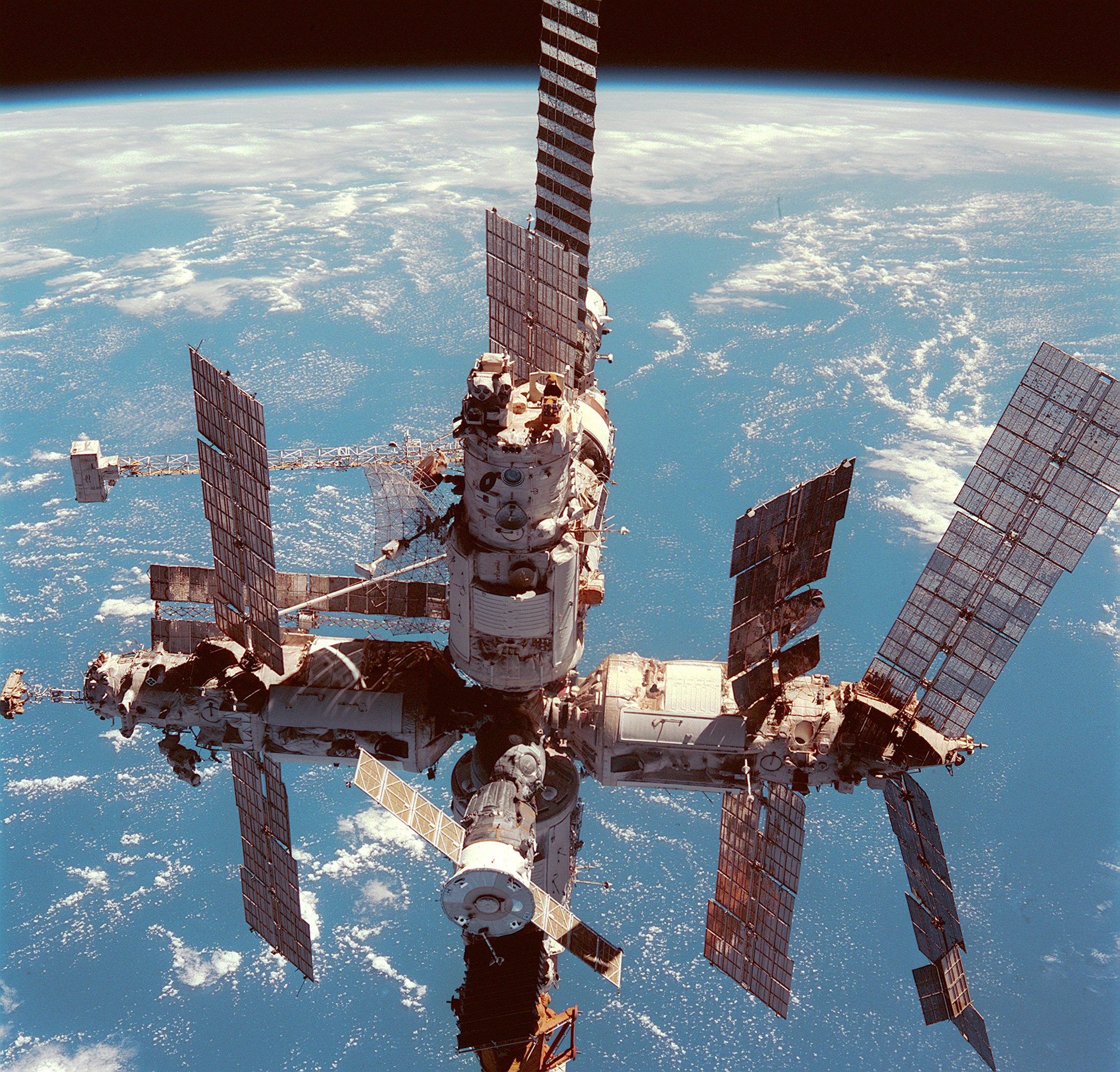
Estación espacial Mir
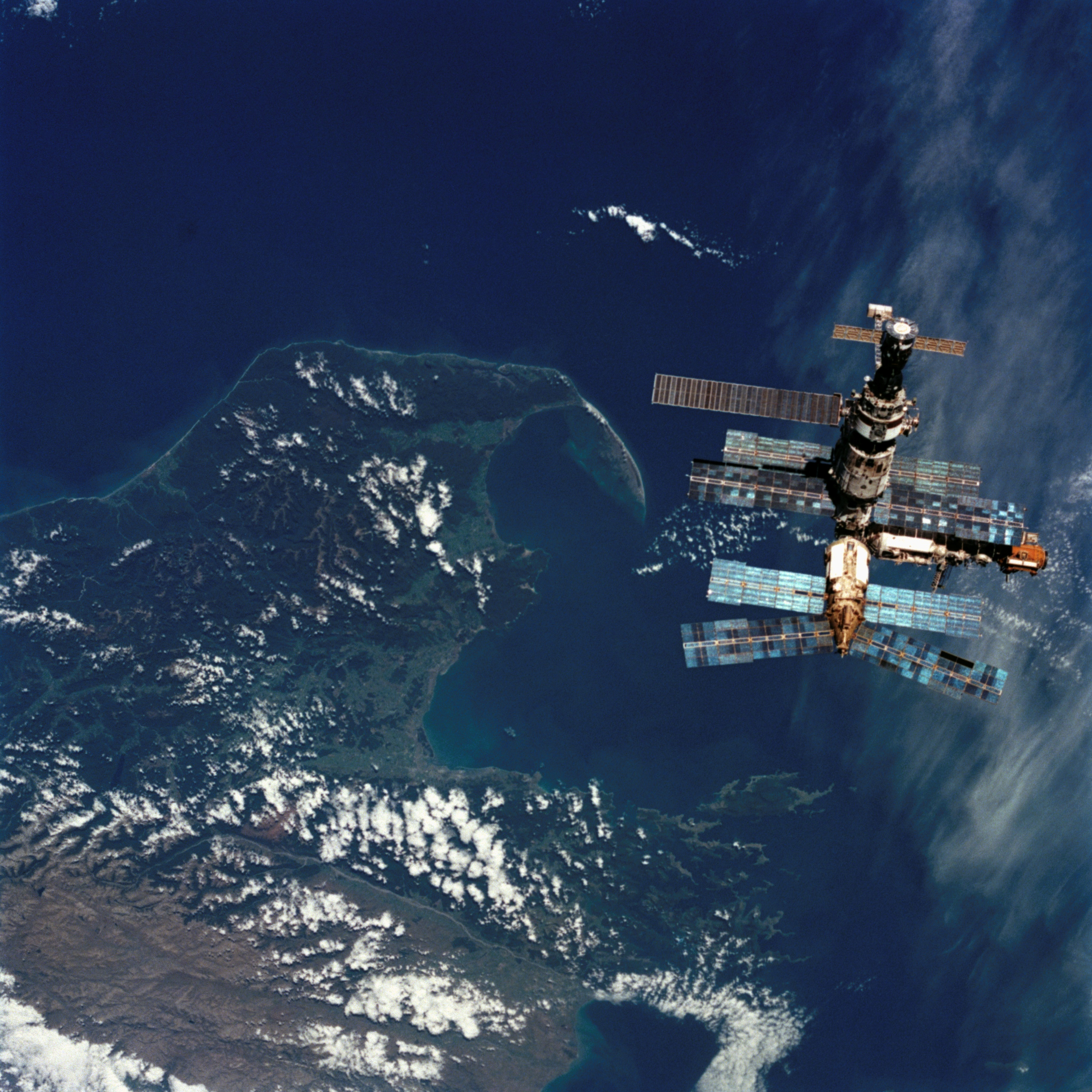
Mir vista desde el transbordador espacial Atlantis durante la misión STS-76
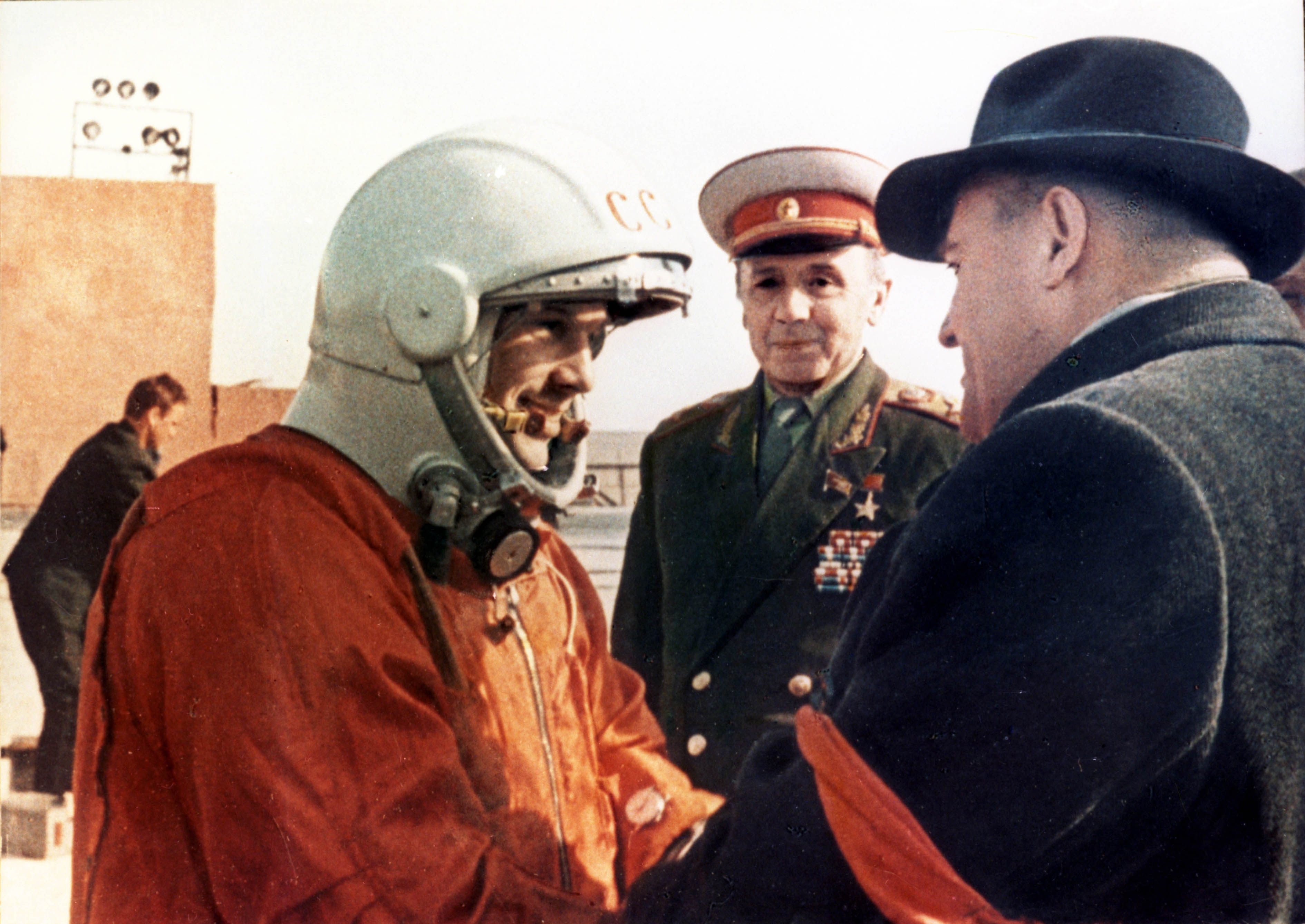
Yuri Gagarin antes del despegue, con Kirill Moskalenko y Sergei Korolyov
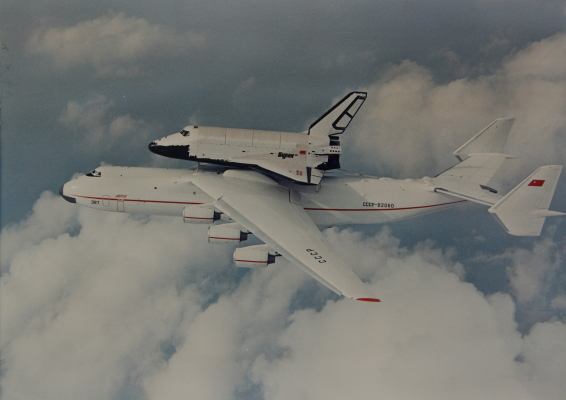
Transbordador espacial Buran acoplado a la avión de carga AN-225
Superficie de Venus tomada por la sonda espacial Venera 9 en 1975
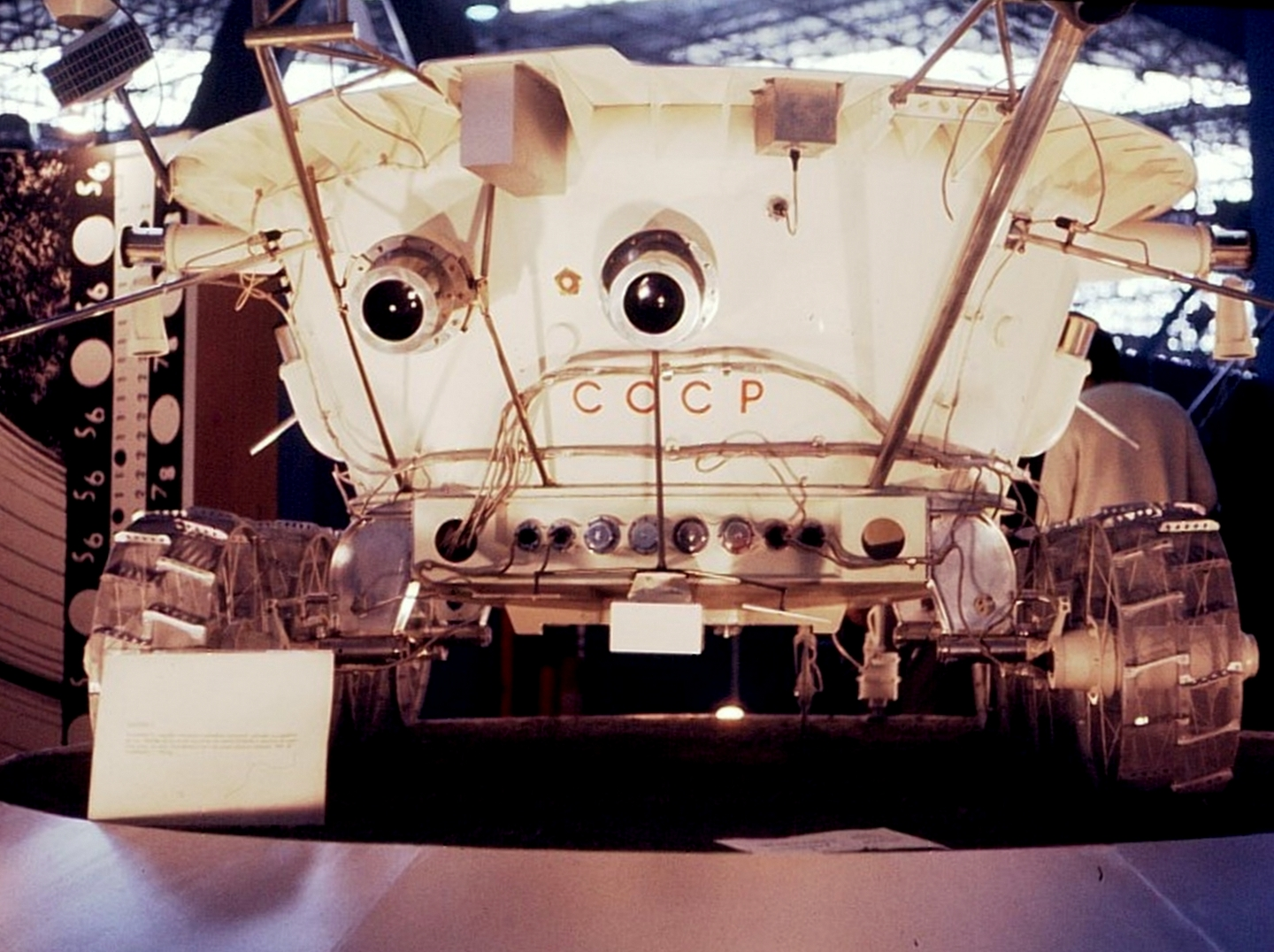
Sonda espacial Lunokhod
Algunos miembros del programa Intercosmos
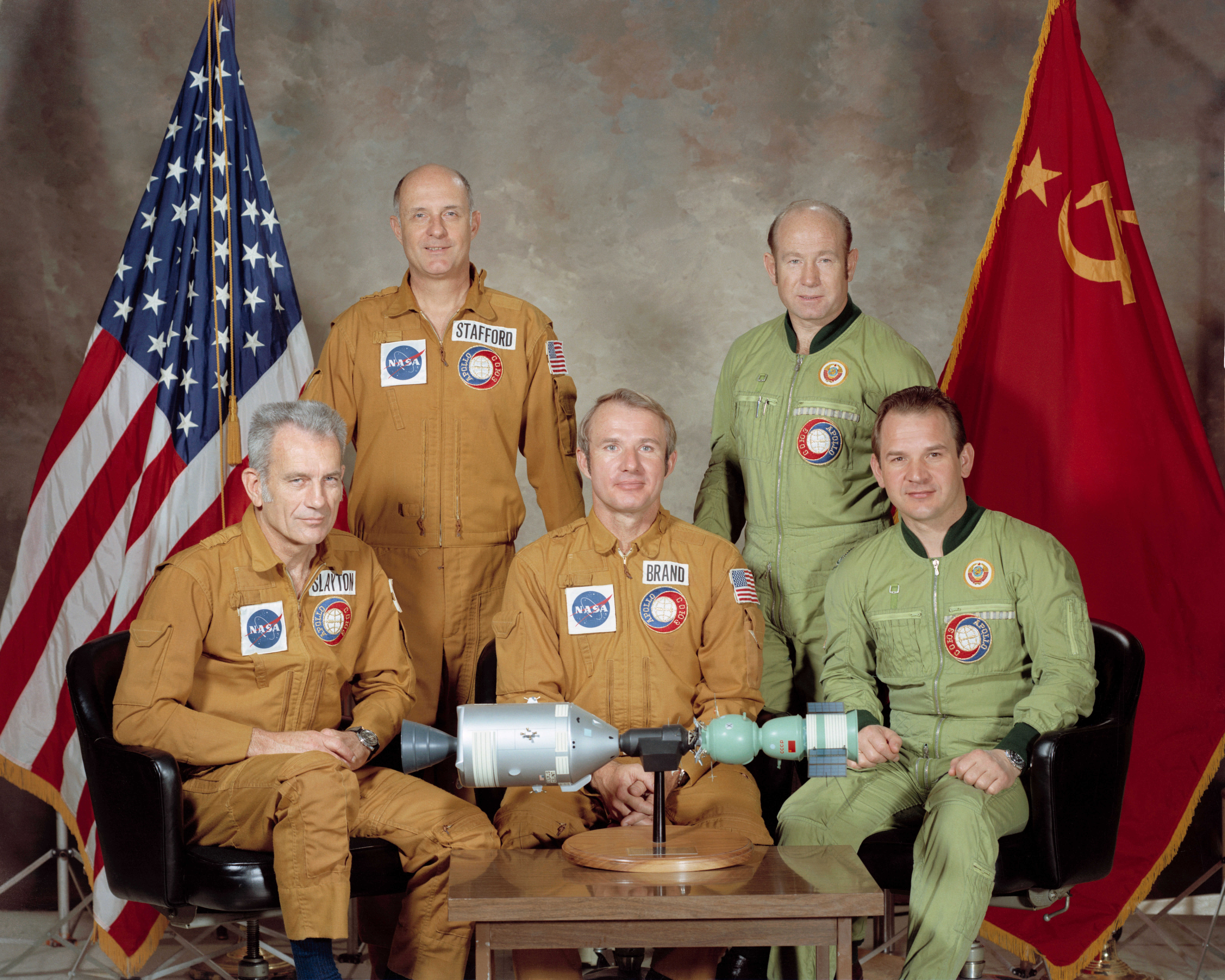
Tripulantes del Proyecto de Pruebas Apolo-Soyuz